# Shelly-Ann Fraser-Pryce
Shelly-Ann Fraser-Pryce (nacida Shelly-Ann Fraser, Kingston, 27 de diciembre de 1986) es una deportista jamaicana que compite en atletismo, especialista en las carreras de velocidad; tricampeona olímpica y diez veces campeona mundial.

## Trayectoria
Participó en cinco Juegos Olímpicos de Verano, obteniendo en total ocho medallas, oro en Pekín, en 100 m, tres en Londres 2012, oro en 100 m y plata en 200 m y 4 × 100 m, dos en Río de Janeiro 2016, plata en 4 × 100 m y bronce en 100 m, y dos en Tokio 2020, oro en 4 × 100 m y plata en 100 m.
Ganó quince medallas en el Campeonato Mundial de Atletismo entre los años 2009 y 2023, una medalla de oro en el Campeonato Mundial de Atletismo en Pista Cubierta de 2014 y una medalla de bronce en los Relevos Mundiales 2025.
En 2013 fue elegida Atleta del año por la IAAF. En 2023 recibió el Premio Laureus a la «Mejor deportista mundial del año».
Fue la abanderada de Jamaica en las ceremonias de apertura de los Juegos de Río de Janeiro 2016 y Tokio 2020.
Estudió el grado de Desarrollo Infantil y Adolescente en la Universidad de Tecnología de Jamaica y cursó el máster de Psicología Aplicada y se doctoró en Derecho en la Universidad de las Indias Occidentales.

## Palmarés internacional
| Juegos Olímpicos                     | Juegos Olímpicos        | Juegos Olímpicos  | Juegos Olímpicos |
| Año                                  | Lugar                   | Medalla           | Prueba           |
| ------------------------------------ | ----------------------- | ----------------- | ---------------- |
| 2008                                 | Pekín (China)           | Medalla de oro    | 100 m            |
| 2012                                 | Londres (Reino Unido)   | Medalla de oro    | 100 m            |
| 2012                                 | Londres (Reino Unido)   | Medalla de plata  | 200 m            |
| 2012                                 | Londres (Reino Unido)   | Medalla de plata  | 4 × 100 m        |
| 2016                                 | Río de Janeiro (Brasil) | Medalla de plata  | 4 × 100 m        |
| 2016                                 | Río de Janeiro (Brasil) | Medalla de bronce | 100 m            |
| 2020                                 | Tokio (Japón)           | Medalla de oro    | 4 × 100 m        |
| 2020                                 | Tokio (Japón)           | Medalla de plata  | 100 m            |
| Campeonato Mundial                   |                         |                   |                  |
| Año                                  | Lugar                   | Medalla           | Prueba           |
| 2009                                 | Berlín (Alemania)       | Medalla de oro    | 100 m            |
| 2009                                 | Berlín (Alemania)       | Medalla de oro    | 4 × 100 m        |
| 2011                                 | Daegu (Corea del Sur)   | Medalla de plata  | 4 × 100 m        |
| 2013                                 | Moscú (Rusia)           | Medalla de oro    | 100 m            |
| 2013                                 | Moscú (Rusia)           | Medalla de oro    | 200 m            |
| 2013                                 | Moscú (Rusia)           | Medalla de oro    | 4 × 100 m        |
| 2015                                 | Pekín (China)           | Medalla de oro    | 100 m            |
| 2015                                 | Pekín (China)           | Medalla de oro    | 4 × 100 m        |
| 2019                                 | Doha (Catar)            | Medalla de oro    | 100 m            |
| 2019                                 | Doha (Catar)            | Medalla de oro    | 4 × 100 m        |
| 2022                                 | Eugene (Estados Unidos) | Medalla de oro    | 100 m            |
| 2022                                 | Eugene (Estados Unidos) | Medalla de plata  | 200 m            |
| 2022                                 | Eugene (Estados Unidos) | Medalla de plata  | 4 × 100 m        |
| 2023                                 | Budapest (Hungría)      | Medalla de plata  | 4 × 100 m        |
| 2023                                 | Budapest (Hungría)      | Medalla de bronce | 100 m            |
| Campeonato Mundial en Pista Cubierta |                         |                   |                  |
| Año                                  | Lugar                   | Medalla           | Prueba           |
| 2014                                 | Sopot (Polonia)         | Medalla de oro    | 60 m             |
| Relevos Mundiales                    |                         |                   |                  |
| Año                                  | Lugar                   | Medalla           | Prueba           |
| 2025                                 | Cantón (China)          | Medalla de bronce | 4 × 100 m        |